# Good Times Bad Times
〈Good Times Bad Times〉는 영국 록 밴드 레드 제플린의 데뷔 앨범에 첫 트랙으로 수록된 노래이다. 
존 폴 존스는 인터뷰에서 이 곡의 리프가 자신이 쓴 리프 중에서 가장 연주하기 어려운 리프라고 밝힌 적이 있다. 또한, 2007년 존 본햄 대신 아들인 제이슨 본햄이 참여한 레드 제플린 재결합 공연의 첫 곡이었다.

## 구성
- 로버트 플랜트 : 리드 보컬
- 지미 페이지 : 기타, 배킹 보컬
- 존 폴 존스 : 베이스 기타, 배킹 보컬
- 존 본햄 : 드럼